# Adi
El Adi es una cumbre del Pirineo navarro.

## Situación geográfica
Está situada en la zona denominada como Quinto real, al norte del pueblo de Eugui y entre el valle vasco-francés de Alduides y el navarro de Erro.

## Orografía
La cima del Adi, rodeada de praderas, destaca en un macizo montañoso de cumbres que superan los 1300 metros de altitud.
- Datos: Q8188242